# Torre de les Aigües del Besòs
La Torre de les Aigües del Besòs o de MACOSA és una edificació situada a la plaça de Ramon Calsina, al districte de Sant Martí de Barcelona, catalogada com a bé cultural d'interès local. Va ser construïda l'any 1882 sota la direcció de l'arquitecte Pere Falqués i Urpí, i la seva funció era garantir l'abastiment de la zona, que era molt industrialitzada, i actualment té funcions culturals. Forma part del skyline de Poblenou, testimoni del seu passat industrial, i va inspirar pintors com Calsina, Subirachs o Miquel Vilà.

## Història
El 1877, es publicà una memòria sobre un projecte d'abastiment d'aigua per elevació a càrrec d'una Societat General constituïda aquell mateix any, que explicava que Barcelona i la seva rodalia disposava de 19,55 litres per habitant i dia, molt lluny d'altres ciutats europees, com per exemple París, Dijon o Glasgow, que arribaven als 200 litres, Marsella, que disposava de 420 l, o el cas excepcional de Roma, amb 1.000 l. El projecte preveia arribar als 38,22 l, duplicant pràcticament la disponibilitat existent. El lloc escollit per a la captació era un terreny sorrenc al marge dret del Besòs al terme de Sant Martí de Provençals, a un 1 km del mar i a menys de 4 km de Barcelona, limitat pels carrers de Curtidores, Corders, Wad-ras (actualment Doctor Trueta), Mayor del Taulat i Herreros, on hi havia hagut la fàbrica de cervesa dels senyors Camps i Kuentzmann (oncle de Joseph Damm, un dels creadors de la cervesa Damm), anomenat pozo sajón. Les anàlisis químiques realitzades pel doctor en farmàcia Josep Canudas i Salada també eren favorables: «El agua analizada por sus cualidades o caracteres físicos de limpieza, ligereza, gusto y frescura pertenece a las potables naturales […] disuelve perfectamente el jabón y cuece bien las legumbres».
El gener del 1880 van començar les obres, i el 17 de febrer del 1881 es va constituir la societat Compañía General Anónima de Aguas de Barcelona, Ladera Derecha del Besós, amb Canudas com a responsable de les anàlisis de l'aigua, Francesc Xavier Camps i Puigmartí com a director gerent i probablement com a principal inversor, i Pere Falqués (aleshores arquitecte municipal de Sant Martí de Provençals) com a director facultatiu. El seu projecte preveia una torre amb dos dipòsits, el primer a 40 m d'alçada i el segon, no realitzat, a 80 m. L'aigua, impulsada per les bombes instal·lades a la Casa de les Vàlvules, penetrava a través d'una curta galeria i remuntava per l'ull central de la torre fins a arribar al capdamunt del dipòsit, on s'abocava a l'interior. Poc després de la seva constitució, la societat anuncià l'emissió de 3.500 accions de 100 pessetes cadascuna i l'agost del mateix any, van publicar una notícia a la premsa amb l'estat de la construcció: «Las obras de elevación y construcción de las aguas potables del Besós, ladera derecha, adelantan rápidamente. En el próximo mes de setiembre la torre que hoy tiene 25 metros de altura, permitirá servir la zona de 40 metros sobre el nivel del mar. En la misma fecha quedarán instaladas las máquinas. En el mes actual quedará terminada la chimenea, que tendrá 40 metros de elevación». El 25 de gener del 1882,  La Gaceta de Madrid publicà els estatuts de la nova Compañía General Anónima de Aguas de Barcelona, Ladera Derecha del Besós, amb un capital de 2.500.000 pessetes, representat per 10.000 accions de 250 pessetes cadascuna, i la disposició transitòria expressava que, durant el primer any de vida de la companyia, els membres del Consell d'Administració no rebrien cap retribució, i que l'aigua hauria de quedar distribuïda per la capital i la seva rodalia.
Finalment, i amb una mica de retard sobre la data prevista, la Torre de les Aigües va ser inaugurada el 21 de juny del 1882, quan encara no era acabada, i tenia 51 m d'elevació fins al primer dipòsit, i al cap d'un mes, l'aigua ja arribava a la ciutat. A partir d'aquest moment, l'empresa començà una forta expansió, i així, el novembre del 1882, l'Ajuntament de Barcelona va concedir permís a Camps per a canalitzar els passeigs de Sant Joan, Isabel II i Duana i el Pla de Palau. Malauradament, l'efecte de succió que en èpoques de sequera provocava la infiltració d'aigua de mar, i el maig del 1889, el diari La Vanguardia publicava una notícia on una inspecció de l'enginyer en cap de la Inspecció Industrial de la Comissió de Foment qualificava l'aigua com no potable, i poc després se'n suspengué el subministrament. El fracàs del projecte va afectar molt el director gerent Camps, que va morir el febrer del 1890, suposadament llançant-se al buit des de la Torre de les Aigües.
L'empresa va vendre les instal·lacions a la societat anglesa Barcelona Besós Waterworks Company Ltd, que el 1895 la va traspassar a la Societat General d'Aigües de Barcelona (SGAB). La SGAB va aconseguir portar a terme l'explotació de l'aigua per a ús industrial, si bé la major part de les fàbriques de l'entorn ja s'abastien dels seus propis pous.
El 1922, la societat Material y Construcciones, SA (MACOSA), hereva de la foneria de Can Girona, va comprar les instal·lacions per a proveir d'aigua el sistema de refrigeració dels dos trens de laminació. Durant la Guerra Civil, la fàbrica metal·lúrgica va ser col·lectivitzada i reconvertida en fàbrica d'armament, i la torre va ser un improvisat magatzem d'armes coronat per una bateria antiaèria. El 1989, MACOSA es va fusionar amb la Maquinista Terrestre i Marítima i la francesa GEC-Alstom.
Després dels Jocs Olímpics de 1992 va començar la reordenació urbanística d'aquest sector del front litoral, que va comportar el trasllat de la producció a Santa Perpètua de Mogoda el 1994. Posteriorment, l'Ajuntament de Barcelona va obtenir la propietat el conjunt format per la Torre de 
les Aigües i la Casa de Vàlvules, que foren inclosos en el Catàleg de Patrimoni de la ciutat.

### Rehabilitació
El 2010, una inversió de 3,5 milions d'euros d'Agbar i l'Ajuntament han permès la rehabilitació, que ha durat tres anys i que ha volgut respectar l'obra original. Els treballs es van encarregar a l'equip format pels arquitectes Antoni Vilanova i Eduard Simó, l'arquitecte tècnic Joan Olona i la geògrafa i historiadora Mercè Tatjer i Mir. Actualment és la seu de l'Arxiu Històric del Poblenou.
La Casa de Vàlvules ha reforçat el seu paper cultural amb la incorporació del conjunt escultòric Himmelsrichtungen (Punts cardinals), obra de l'artista alemany Blinky Palermo (1943-1977). També compta amb l'espai expositiu Ramon Calsina a la segona planta.

## Descripció
Es tracta d'una torre de planta circular construït en maó ceràmic massís que queda a la vista. Està dividida en quatre parts separades entre elles per una cornisa formada per varies anelles superposades. El nivell inferior té el mur decorat amb uns grans arcs cecs i unes bandes llises que recorren tot el mur; a la part inferior d'obren algunes portes d'arc de mig punt i ulls de bou. El següent tram, el més llarg de tots, té la mateixa decoració mural i a més s'obren finestres d'arc de mig punt i ulls de bou. El tercer nivell és el que es correspon amb el dipòsit d'aigua, que té capacitat per 12.000 m³ d'aigua; aquí es troba el mateix tipus de decoració i obertures però també hi ha una escala exterior realitzada amb volta catalana que s'aguanta en mènsules metàl·liques. L'últim tram, el més petit, té el parament llis i en lletres metàl·liques es pot llegir «BESOS». Està coronada per una cornisa i un mur que fa de tancament al terrat que té al centre una petita construcció circular amb teulada cònica que guarda l'escala. A l'interior hi ha una escala helicoïdal amb contraforts de volta catalana.
Adossada a la torre hi ha la Casa de les Vàlvules que és de planta basilical, sense absis, i la teulada a dues vessants. El material de construcció és el mateix que el de la torre i igual que la decoració mural, a base de bandes llises, però aquí desapareixen els arcs cecs. En els extrems curts s'obre una gran finestra d'arc de mig punt per banda. El costat llarg oposat a la torre és la façana principal; la porta, de grans dimensions, és d'arc de mig punt i queda emmarcada per dues pilastres amb la mateixa decoració de bandes llises que la resta de murs. Tot l'edifici està coronat per una gran cornisa.

## Galeria d'imatges

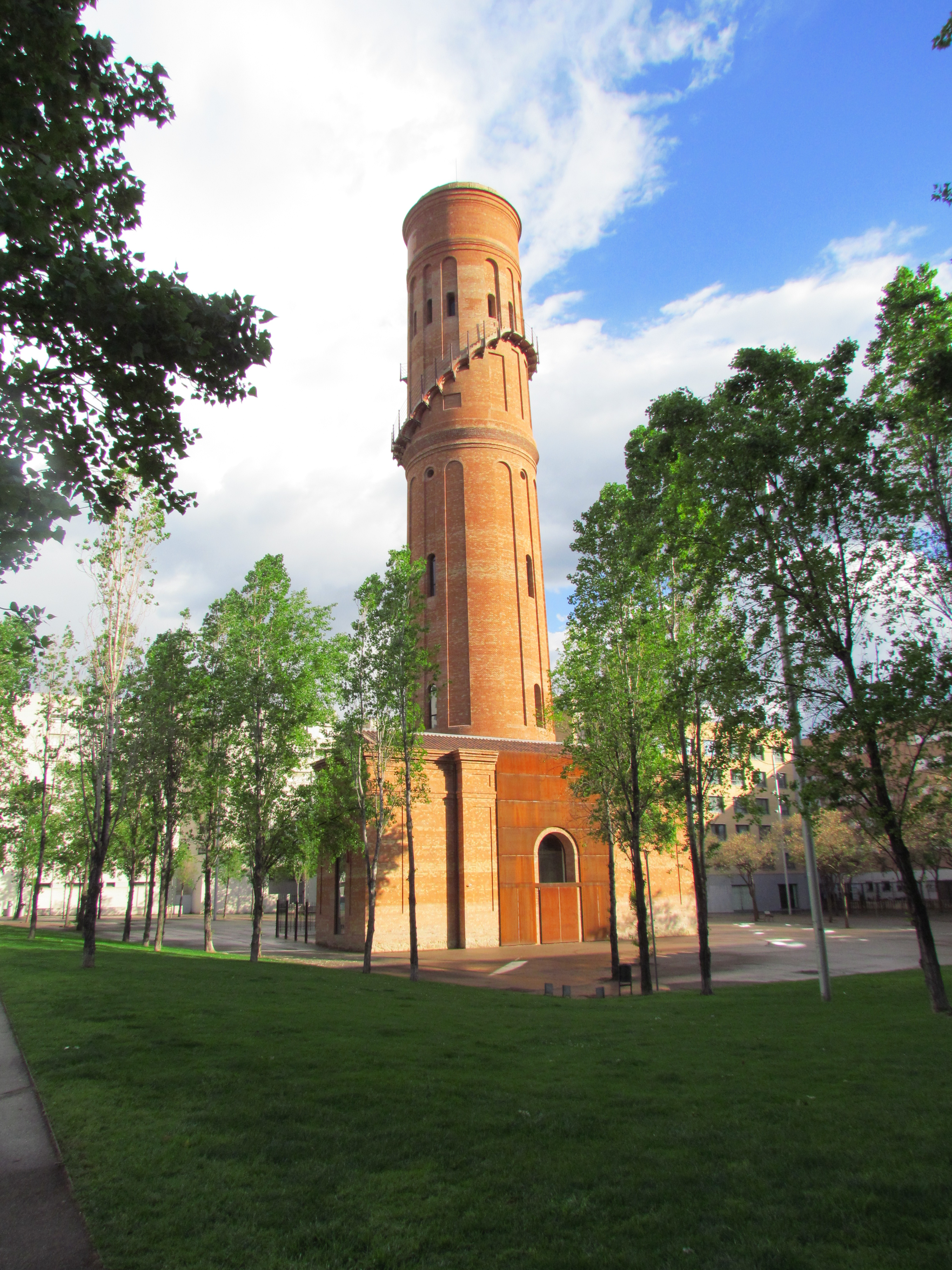
Exterior
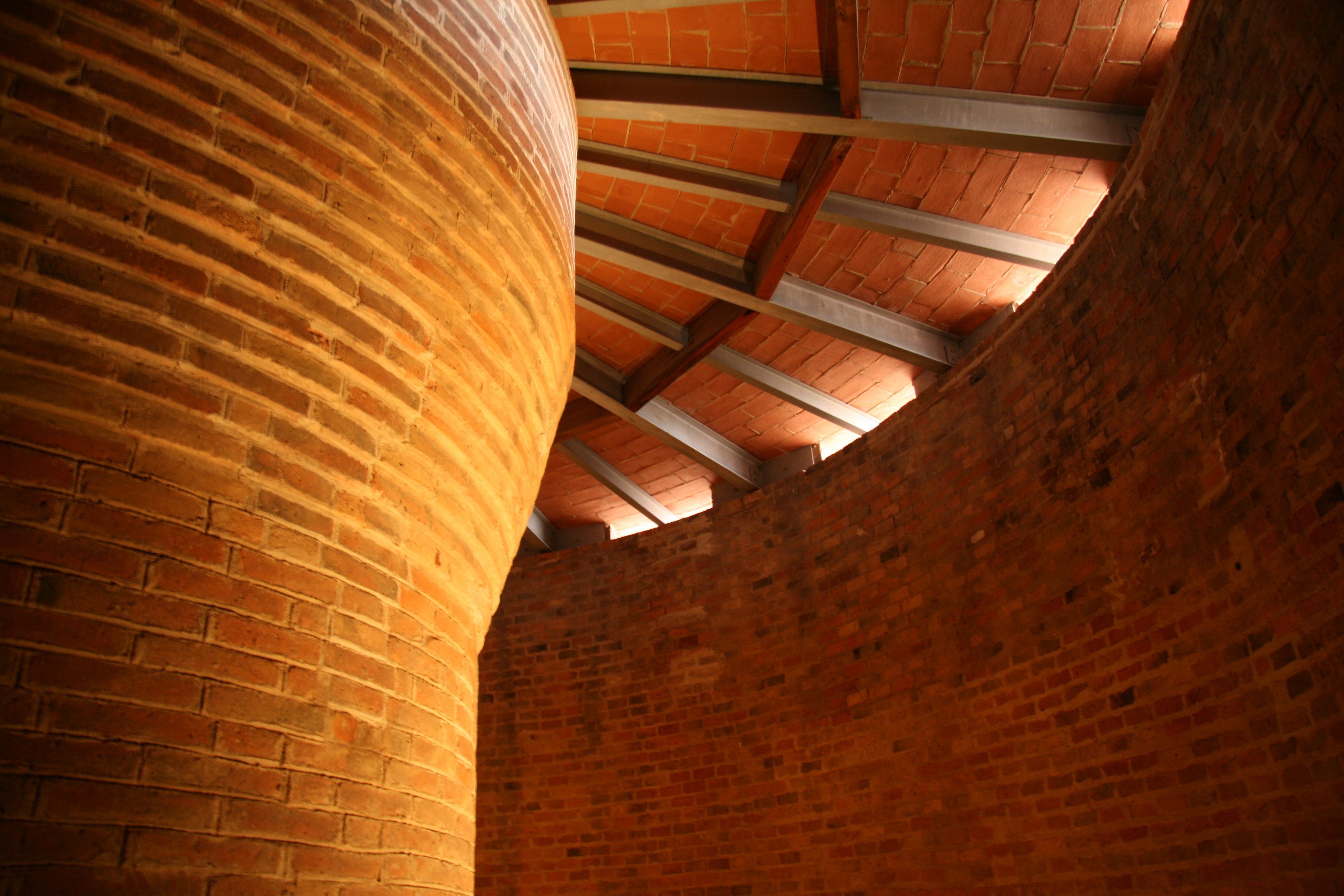
Sostre sota la terrassa
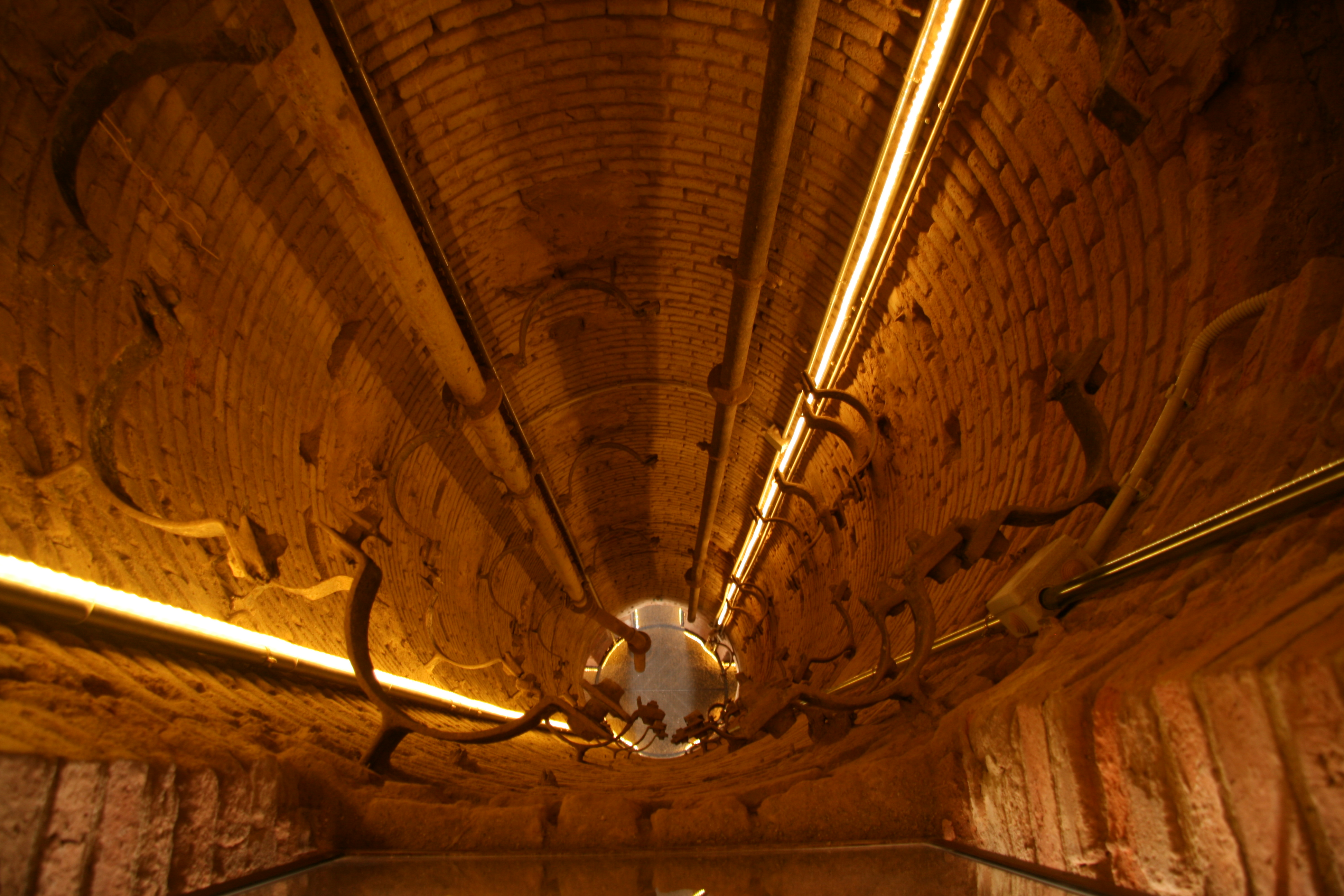
Cor de la Torre
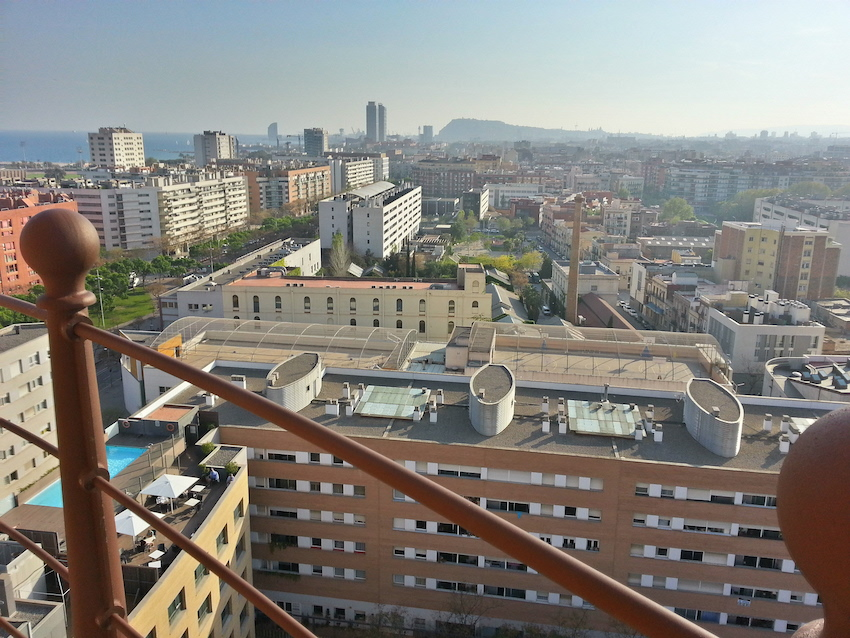
Vistes de Poblenou i el front maritim fins a Montjuic
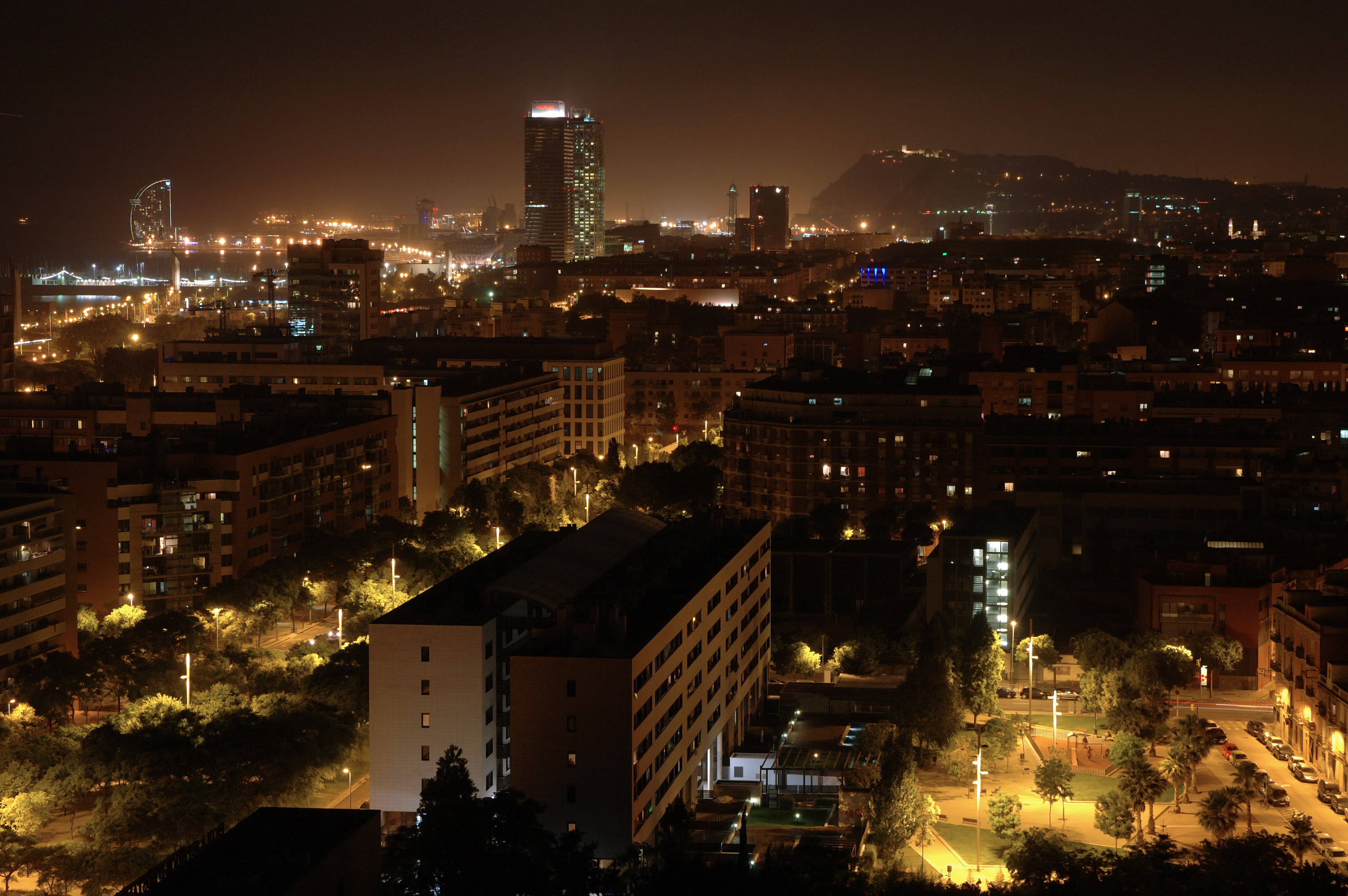
Vista Nocturna